# 스카라브

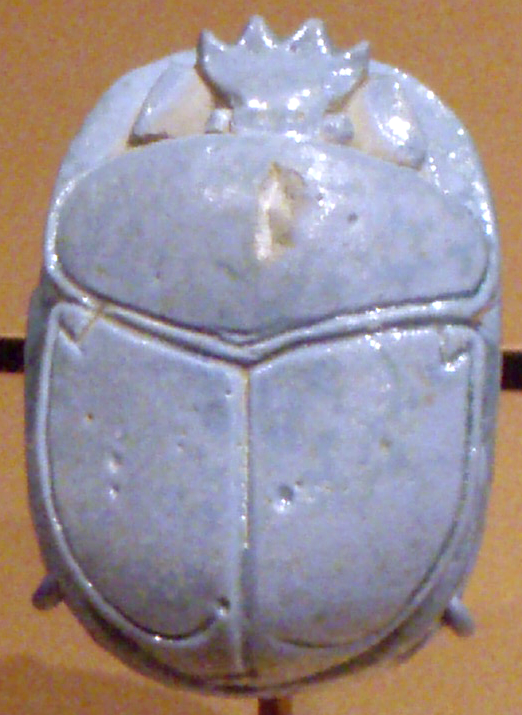

스카라브(scarab) 또는 스카라베우스 사크르는 곤충의 이름으로서 통상적으로 이 벌레를 본딴 소형의 조각을 가리킨다. 부적 또는 인장(印章)으로 사용되었고 아랫면은 평평하여 여기에 왕명·신명·공직명 또는 성문(聖文＝hieroglyph)이 새겨져 있으며 왕의 기념적 사건(成婚式 따위)을 기록한 것도 있다. 또 스카라베(scarabee)는 '생성(生成＝케펠)'을 상징하여 케프리신(Khepri神)이 되어 상승하는 태양을 의미하였으며 미라의 심장부에 놓여진 것도 있다. 파이안스·돌·동제품이 일반적이고 후세의 모조품도 많다.

## 같이 보기
- 원통 인장